# Sous le regard des étoiles (film, 1940)
Sous le regard des étoiles (The Stars Look Down) est un film britannique réalisé par Carol Reed et sorti en 1940, d'après le roman de A. J. Cronin.

## Synopsis
Des mineurs, dirigés par Robert Bob Fenwick, se mettent en grève, refusant de travailler dans une section particulière de la mine en raison du grand danger d'inondation et cela malgré le soutien de leur propre syndicat vis-à-vis du propriétaire de Neptune Colliery, Richard Barras. La tension monte lorsque les grévistes commencent à avoir faim et certains d'entre eux s'introduisent dans une boucherie pour la piller. Bob Fenwick essaie de les arrêter, mais il finit par être lui-même arrêté. Plus tard, les mineurs cèdent et se remettent au travail alors que le fils de Bob, Davey, vient de remporter une bourse et déménage pour aller dans une haute école.
Pendant ses études, Davey rencontre un vieil ami, Joe Gowlan, maintenant bookmaker et coureur de jupons. Ils vont au restaurant avec l'une des copines de Gowlan, Jenny Sunley, la fille de la logeuse de Gowlan. Elle essaie de rendre ce dernier jaloux en faisant semblant d'être amoureuse de Davey, mais il n'est pas dupe. Il obtient un bien meilleur travail de Stanley Millington grâce à l'influence de la femme de Millington, Laura. Dans le processus, il dessert Jenny qui courtise facilement Davey, le faisant abandonner sa carrière universitaire pour un poste d'enseignant.
Jenny est insatisfaite de sa vie de femme au foyer sur les bas salaires de Davey et est débauchée. Davey a des méthodes d'enseignement modernes non conventionnelles qui ne sont pas appréciées par ses aînés et il est limogé. Alors qu'il enseigne au fils de Barras, il trouve Gowlan en train de conclure un accord secret avec Barras pour exploiter la section dangereuse de la fosse. Indigné, il essaie de persuader le syndicat d'appeler à la grève, mais ses motivations sont remises en question après qu'il a été appris que Gowlan a renoué avec Jenny.
Le nouveau contrat est exécuté et la catastrophe frappe la mine.

## Fiche technique
- Titre : Sous le regard des étoiles
- Titre original : The Stars Look Down
- Réalisation : Carol Reed
- Scénario : A. J. Cronin et J. B. Williams, d'après le roman d'A. J. Cronin
- Production : Isadore Goldsmith et Maurice J. Wilson
- Société de production : Grafton Films
- Musique : Hans May
- Photographie : Ernest Palmer, assisté notamment de Mutz Greenbaum (cadreur)
- Direction artistique : James A. Carter
- Montage : Reginald Beck
- Pays d'origine : Angleterre
- Format : Noir et blanc - 35 mm - Mono
- Genre : Drame
- Durée : 110 minutes
- Date de sortie : 1940

## Distribution
- Michael Redgrave : Davey Fenwick
- Margaret Lockwood : Jenny Sunley
- Emlyn Williams : Joe Gowlan
- Nancy Price : Martha Fenwick
- Allan Jeayes : Richard Barras
- Edward Rigby : Robert Fenwick
- Linden Travers : Mrs. Laura Millington
- Cecil Parker : Stanley Millington
- Milton Rosmer : Harry Nugent, un député
- George Carney : Slogger Gowlan
- Ivor Barnard : Wept
- Olga Lindo : Mrs. Sunley
- Desmond Tester : Hughie Fenwick
- David Markham : Arthur Barras
- Aubrey Mallalieu :	Hudspeth
- Kynaston Reeves : Strother
- Clive Baxter : Pat Reedy
- James Harcourt : Will
- Frederick Burtwell : fonctionnaire d'union
- Dorothy Hamilton : Mrs. Reedy
- Frank Atkinson : Mineur
- David Horne : Mr. Wilkins
- Edmund Willard : Mr. Ramage